# Lično
Lično (německy Litschno) je obec, která se nachází v okrese Rychnov nad Kněžnou v Královéhradeckém kraji. Žije zde 665 obyvatel.

## Historie
První písemná zmínka o obci pochází z roku 1355.

## Pamětihodnosti
- Kostel Zvěstování Panny Marie, gotický kostel snad z doby kolem r. 1380, upraven v r. 1594 vložením velkých oken, barokně upraven 1700 přístavbou věže a kolem 1780
- pohřebiště lužické kultury
- zbytky tvrze
- nová tvrz z 17. století, dnes pošta[4]
- roubený dům čp. 46 z konce 18. století s bohatě zdobeným štítem polabského typu

## Osobnosti
- Narodil se zde Antonín Truhlář (1849–1908), literární historik.

## Části obce
- Lično
- Ostašovice
- Radostovice

## Galerie

Lično
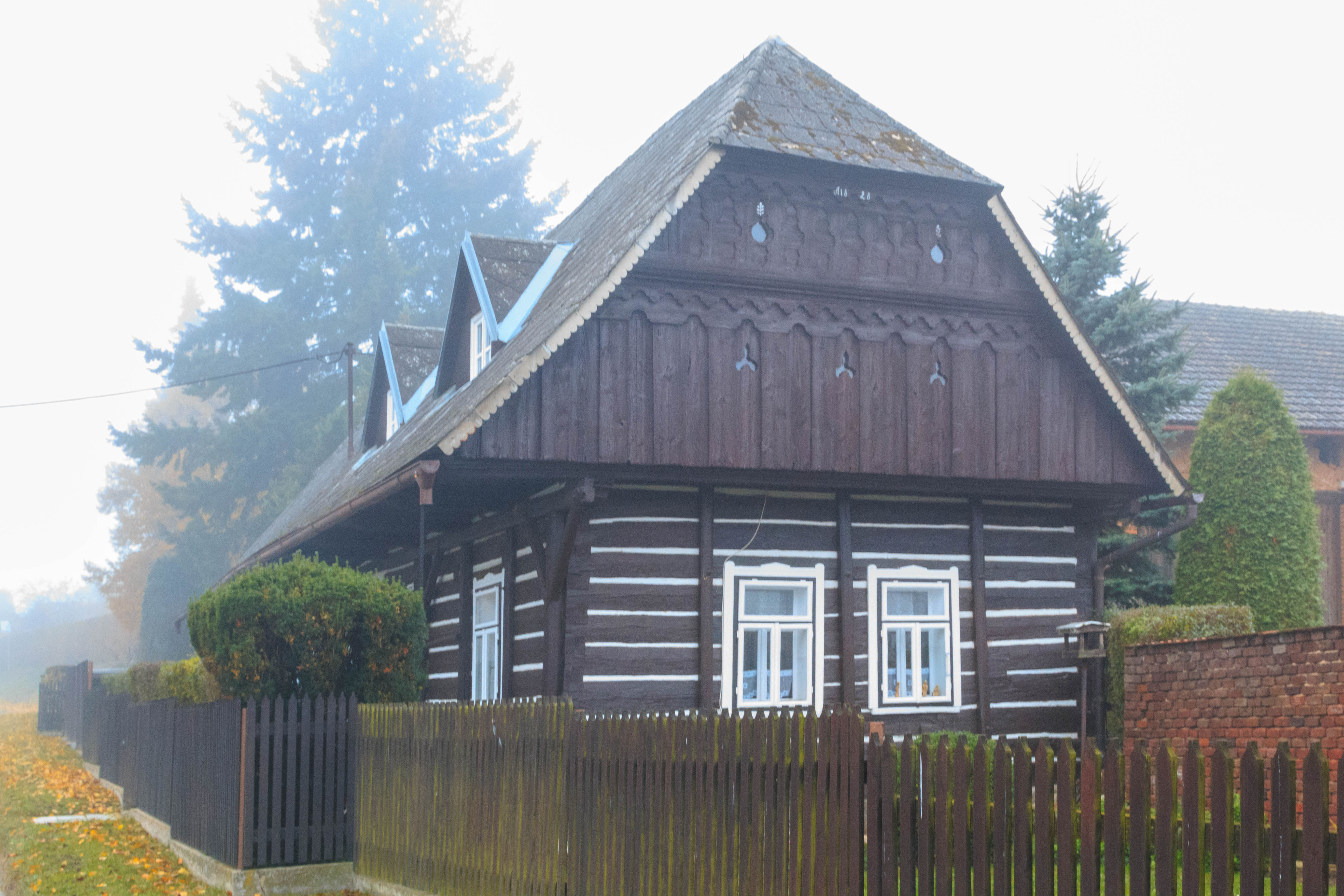
Stavení - čp. 46
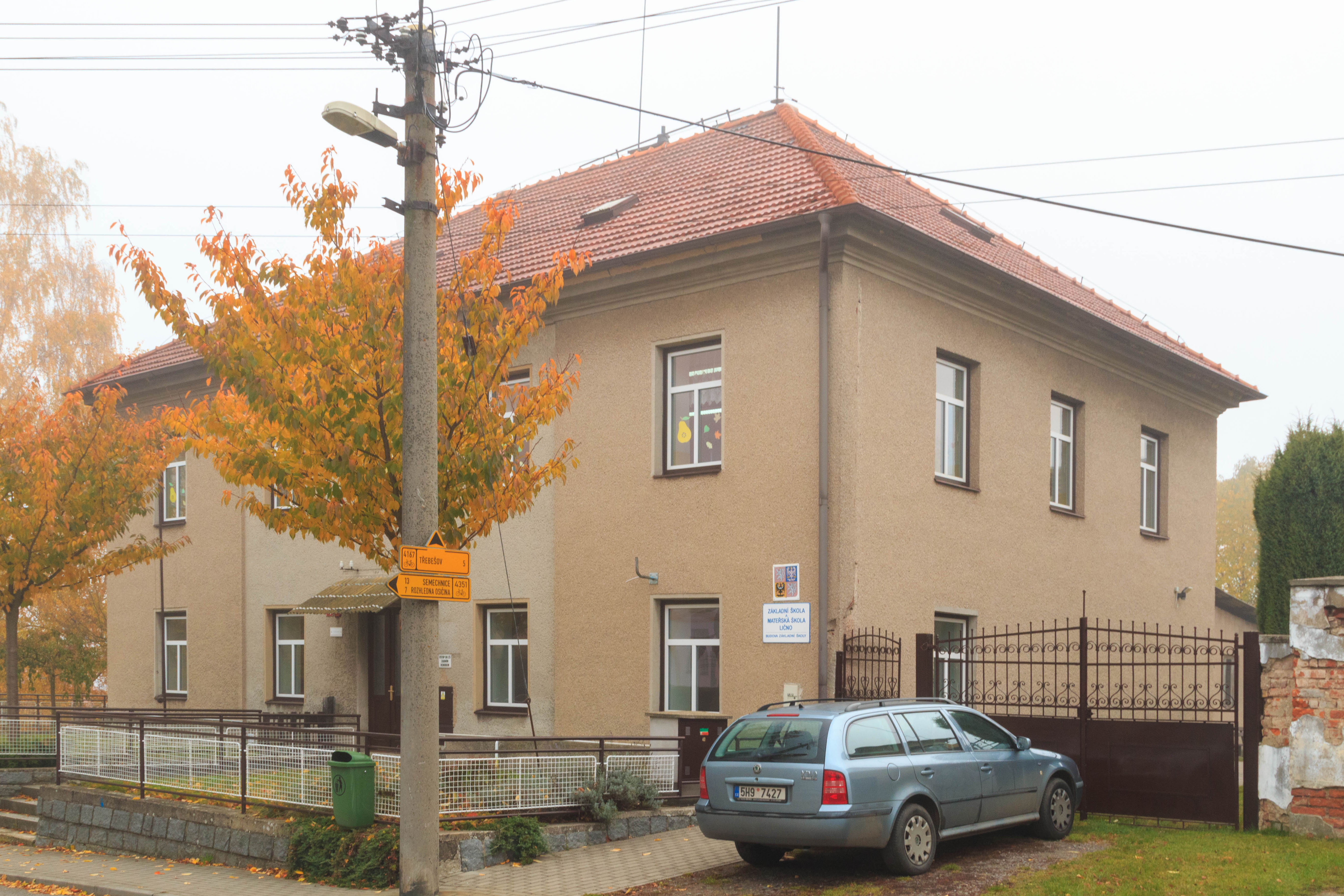
Škola
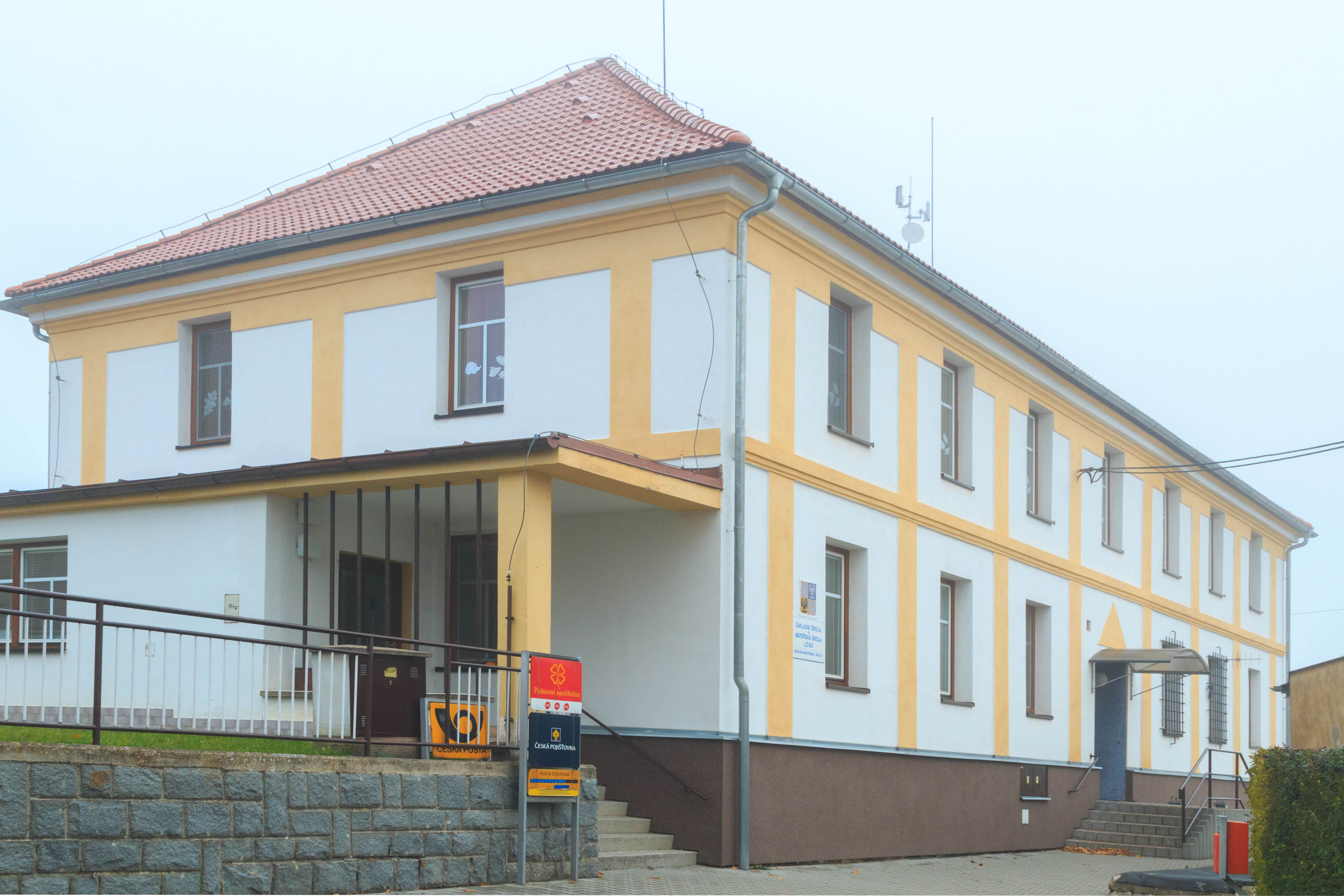
Pošta
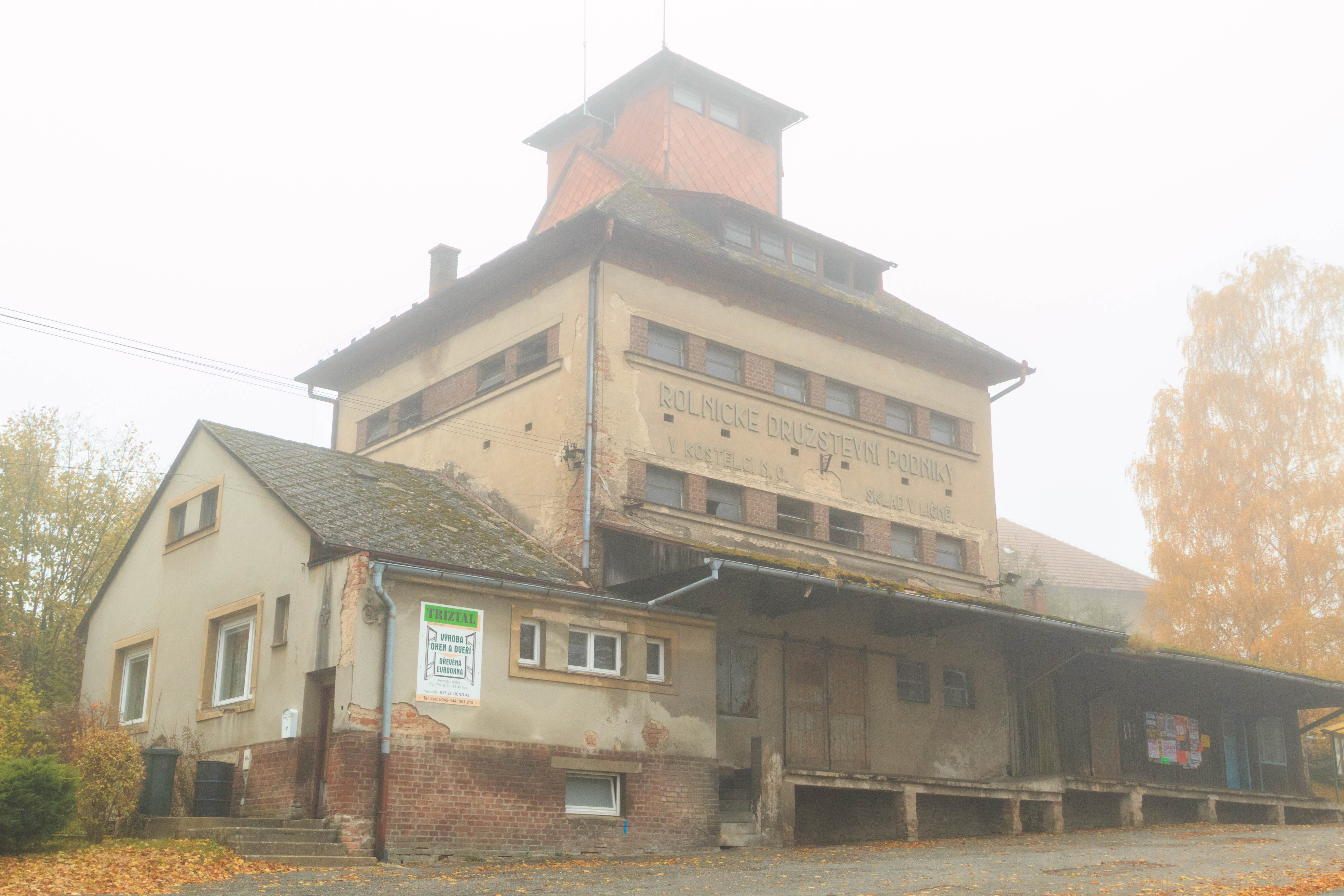
Stavení čp. 42
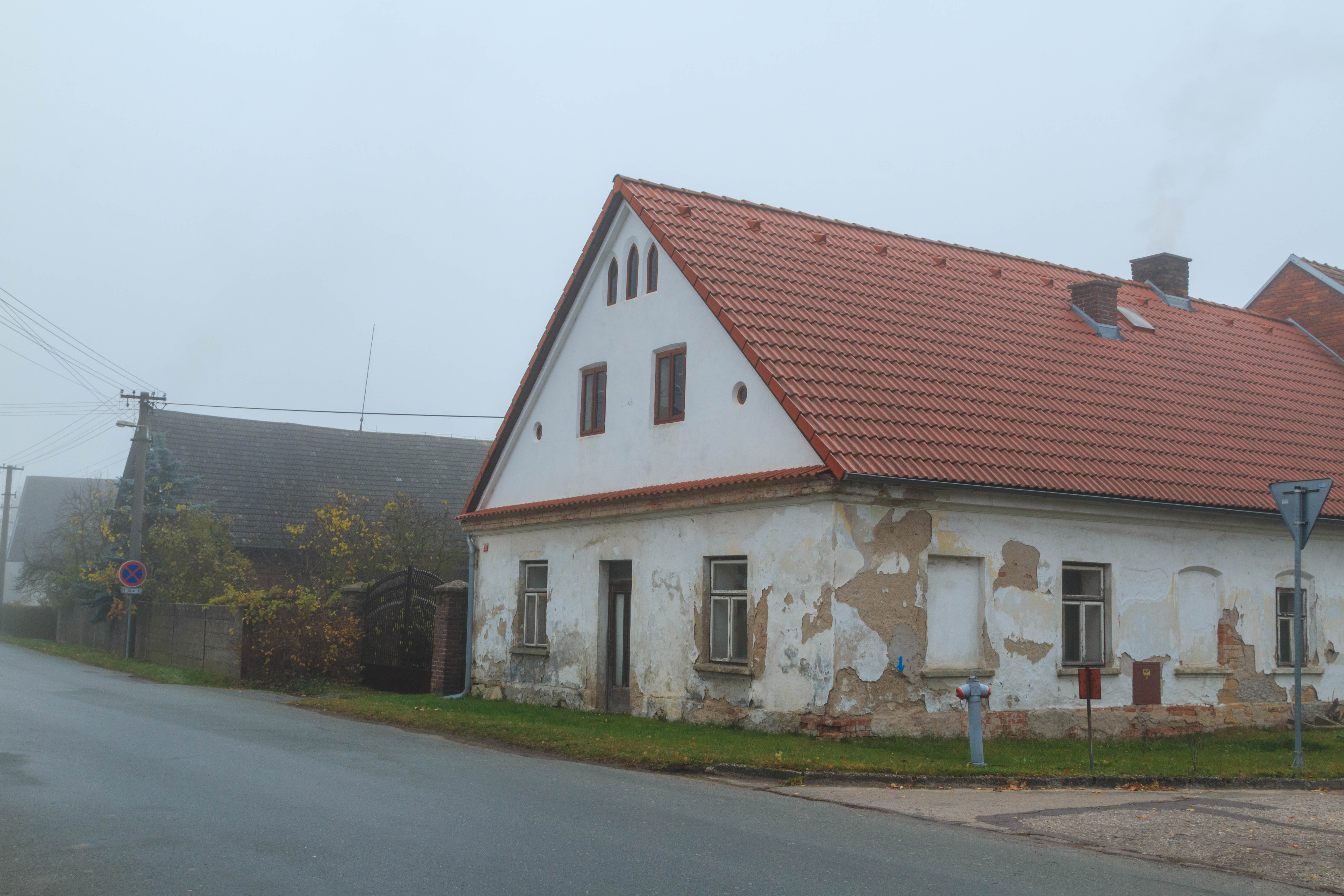
Stavení čp.31
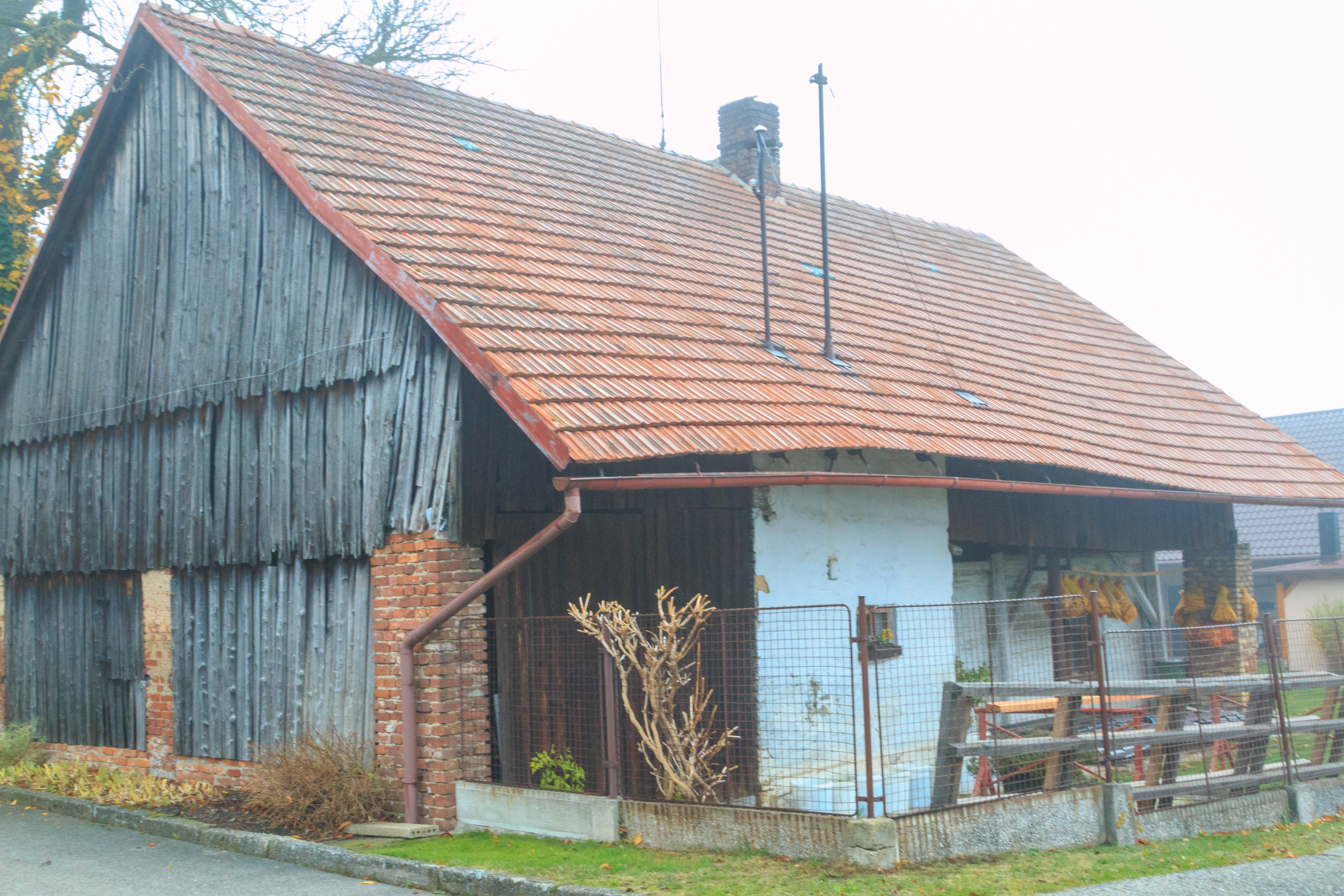
Stavení čp.21
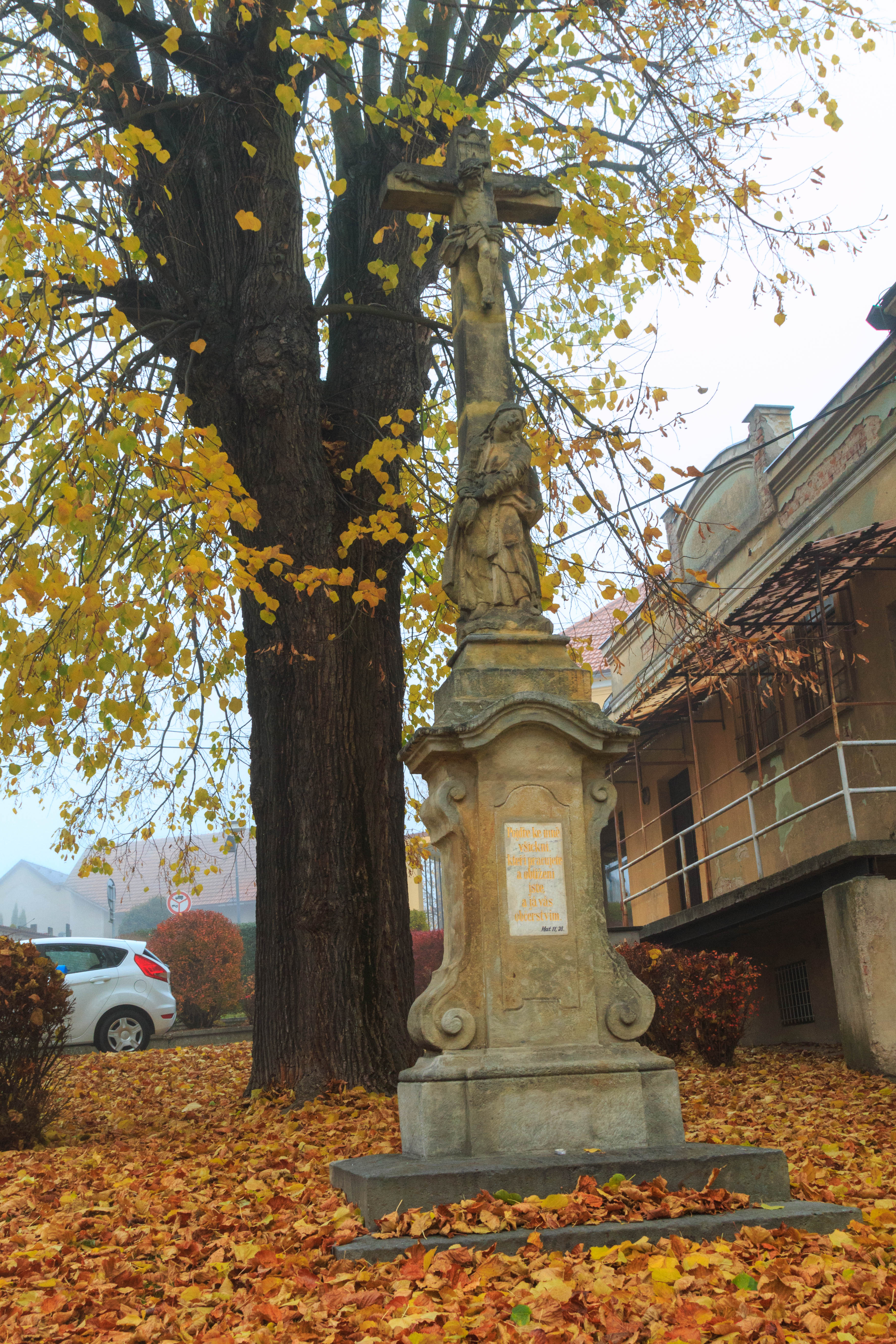
Kříž